# Bob Armstrong (wrestler)
Joseph Melton James, meglio conosciuto come Bob Armstrong (Marietta, 3 ottobre 1939 – Pensacola, 27 agosto 2020), è stato un wrestler statunitense.
Nel corso della sua carriera, durata cinque decadi, Armstrong vinse diversi titoli, principalmente nelle federazioni indipendenti nel sud est degli Stati Uniti. I suoi quattro figli, Joseph Scott, Robert Bradley, Steve e Brian Girard, sono diventati tutti wrestler. Nel 2012, è stato inserito nella WWE Hall of Fame.

## Morte
Armstrong morì il 27 agosto 2020, a 80 anni, a causa di un tumore osseo.

## Personaggio

### Mosse finali
- Georgia Jawbreaker (jawbreaker)

### Soprannomi
- "Bullet"

## Titoli e riconoscimenti
- Championship Wrestling from Florida
  - NWA Southern Heavyweight Championship (Florida version) (2)[2]
- Combat Sport Pro
  - Hall of Fame (classe del 2015)[3]
- Global Championship Wrestling
  - GCW Tag Team Championship (1) - con Steve Armstrong
- Mid-South Sports/Georgia Championship Wrestling
  - NWA Columbus Heavyweight Championship (4)[4]
  - NWA Columbus Tag Team Championship (1) - con Robert Fuller[5]
  - NWA Georgia Tag Team Championship (4) - con Robert Fuller (3) e Dick Steinborn (1)[6]
  - NWA Georgia Television Championship (1)[7]
  - NWA Macon Heavyweight Championship (3)[8]
  - NWA Macon Tag Team Championship (6) - con Bill Dromo (3), Argentina Apollo (1) Paul DeMarco (1) e El Mongol (1)[9]
  - NWA National Tag Team Championship (1) - con Brad Armstrong[10]
  - NWA Southern Heavyweight Championship (Georgia version) (1)[11]
  - NWA Southeastern Tag Team Championship (Georgia version) (4) - con Bill Dromo (1), El Mongol (1) e Roberto Soto (2)[12]
- NWA Mid-America
  - NWA Mid-America Heavyweight Championship (2)[13]
  - NWA Southern Heavyweight Championship (Memphis version) (3)[14]
- NWA Tri-State
  - NWA North American Heavyweight Championship (Tri-State version) (1)[15]
- Pro Wrestling Illustrated
  - 272º tra i 500 migliori wrestler singoli nella PWI 500 (1995)[16]
  - 155º tra i 500 migliori wrestler singoli nella PWI Years (2003)[17]
- Southeastern Championship Wrestling
  - CWF Tag Team Championship (1) - with Brad Armstrong[18]
  - NWA Alabama Heavyweight Championship (3)[19]
  - NWA Southeast Continental Heavyweight Championship (4)[20]
  - NWA Southeastern Heavyweight Championship (Northern Division) (8)[21]
  - NWA Southeastern Heavyweight Championship (Southern Division) (1)[22]
  - NWA Six-Man Tag Team Championship (Southeastern version) (1) - con Brad e Steve Armstrong[23]
  - NWA Southeastern Tag Team Championship (Northern Division) (8) - con Ken Lucas (1), Robert Fuller (2), Jos LeDuc (2),  Steve Armstrong (1) e Brad Armstrong (2)[24]
  - NWA Southeastern Tag Team Championship (Southern Division) (1) - con Robert Fuller[25]
  - NWA Southeastern Television Championship (Southern Division) (1)[26]
- Southern Championship Wrestling
  - SCW Heavyweight Championship (1)[27]
- USA Wrestling
  - USA Heavyweight Championship (1)[27]
- WWE
  - WWE Hall of Fame (classe del 2011)[28]